# Смърт на Неда Ага-Солтан
Неда Ага-Солтан (на персийски: ندا آقاسلطان‎; 23 януари 1982 – 20 юни 2009) е иранска студентка, убита от басиджи по време на протестите в Иран след изборите за президент през 2009 г.
След като протестиращ заснима смъртта ѝ на мобилния си телефон и публикува записа в интернет, Неда става символ на опозицията. „Неда“ на фарси означава глас или призив и нейното име действително става „гласа на Иран“ по всички краища на света.
Неда е убита от изстрел от снайперист, който попада в гърдите ѝ (най-вероятно главната аорта) и тя умира само след броени минути, загубила много кръв. Погребана е в гробището Бехеште-Захра южно от Техеран.